# Hootie & the Blowfish
Hootie & The Blowfish er et amerikansk rockband der i slutningen af 90'erne nød stor popularitet. Gruppen blev dannet i 1986 af Darius Rucker, Dean Felber, Jim Sonefeld, og Mark Bryan.
Hootie & The Blowfish har til dato udgivet 7 albummer.
Debutalbummet Cracked Rear View udkom i 1994 og er et af de bedst sælgende albummer nogensinde.

## Diskografi

### Studiealbummer
| 1994                       | Cracked Rear View - Udgivelsesdato: 5. juli, 1994 - Pladeselskab: Atlantic Records      | 1  | — | 7  | 1  | 45 | —  | 1  | —  | —  | 12  | - US: 16× Platinum - UK: Gold - CAN: Diamond |
| 1996                       | Fairweather Johnson - Udgivelsesdato: 23. april, 1996 - Pladeselskab: Atlantic Records  | 1  | — | 12 | 6  | 41 | 37 | 6  | 36 | 37 | 9   | - US: 3× Platinum - UK: Silver               |
| 1998                       | Musical Chairs - Udgivelsesdato: 15. september, 1998 - Pladeselskab: Atlantic Records   | 4  | — | —  | 27 | 72 | —  | 20 | —  | —  | 15  | - US: Platinum                               |
| 2003                       | Hootie & the Blowfish - Udgivelsesdato: 4. marts, 2003 - Pladeselskab: Atlantic Records | 46 | — | —  | —  | —  | —  | —  | —  | —  | 161 |                                              |
| 2005                       | Looking for Lucky - Udgivelsesdato: 9. august, 2005 - Pladeselskab: Vanguard Records    | 47 | 4 | —  | —  | —  | —  | —  | —  | —  | —   |                                              |
| "—" Nåede ikke hitlisterne |                                                                                         |    |   |    |    |    |    |    |    |    |     |                                              |